# Tripteroides serratus
Tripteroides serratus is een muggensoort uit de familie van de steekmuggen (Culicidae). De wetenschappelijke naam van de soort is voor het eerst geldig gepubliceerd in 1929 door Barraud.